# New York Cosmos
Die New York Cosmos waren zwischen 1971 und 1985 ein Fußball-Franchise in der nordamerikanischen Fußballliga North American Soccer League (NASL). Eigentümer war Warner Communications.
Der Fußballverein ist vor allem durch die Verpflichtung vieler internationaler Spieler, darunter Weltstars wie Pelé und Franz Beckenbauer, bekannt geworden. Beckenbauer wechselte 1977 für die damalige Rekord-Ablösesumme von zwei Millionen US-Dollar vom FC Bayern München zu den Cosmos. Er gewann gleich in seiner ersten Saison zusammen mit Pelé die US-Meisterschaft der NASL (1977). Dies gelang den New York Cosmos insgesamt fünfmal: 1972, 1977, 1978, 1980 und 1982. 1980 wechselte Beckenbauer zurück in die Bundesliga, diesmal zum Hamburger SV. Zwischen Mai und November 1983 gab er nochmals ein kurzes Gastspiel bei den New York Cosmos und beendete danach seine Karriere.

## Geschichte
Der Verein wurde 1970 von den Musikproduzenten und Eigentümern von Atlantic Records, den türkischen Brüdern Ahmet und Nesuhi Ertegün, gegründet. In Anlehnung an die musikalische Vergangenheit der beiden Ertegün-Brüder sollte der Club ursprünglich „New York Blues“ heißen. Der aus England engagierte Manager Clive Toye, ein früherer Sportjournalist, fand den Namen jedoch unpassend für ein Fußballteam und ließ einen Namenswettbewerb ausrichten. Der siegreiche Vorschlag war schließlich Cosmos und wurde offiziell im Februar 1971 bekannt gegeben.
Die Cosmos debütierten in der 1971er Saison der North American Soccer League und gehörten von Anfang an zu den spielerisch erfolgreichsten Clubs der jungen, seinerzeit noch halbprofessionellen Liga. Die Geschichte der New York Cosmos ist eng verknüpft mit Gründung und Auflösung der North American Soccer League von 1968 bis 1984 und hat zum Teil einen parallelen Entwicklungsverlauf. Die Spielzeiten von 1971 bis 1975 waren dabei geprägt vom Bermudianer Randy Horton, den man vom aufgelösten ASL-Meister „Philadelphia Ukrainians“ übernommen hatte. Dank Hortons Treffsicherheit erreichten die Cosmos gleich in der ersten Saison den zweiten Platz in der Meisterschaft. In der Folgesaison (1972) wurden die Cosmos zum ersten Mal in der Club-Geschichte NASL-Meister.
Parallel wandelte sich die Liga durch das Engagement von finanzkräftigen Mäzenen wie den Ertegün-Brüdern von einer Amateur- zu einer Profiliga und 1974 konnte mit CBS wieder ein Medienpartner gewonnen werden, der die Spiele live im Fernsehen übertrug. Die landesweite Übertragung der Spiele und die hieraus resultierenden Einnahmen sorgten bei den Cosmos für eine Verstetigung des wirtschaftlichen und sportlichen Erfolgs. In diese Periode der Vereinsgeschichte fiel auch die Verpflichtung des Weltstars Pelé: „Soccer“ und insbesondere die Cosmos erfreuten sich beim amerikanischen Publikum einer nie dagewesenen Popularität, der Spielbetrieb musste mehrfach in größere Spielstätten verlegt werden. So lagen etwa die Zuschauerzahlen der Spiele des Clubs nach dem Wechsel ins Stadion der New York Giants mit durchschnittlich 40.000 Zuschauern weit über dem damaligen Liga-Schnitt von 15.000.
Mit weiteren Verpflichtungen südamerikanischer und europäischer Spieler (u. a. Franz Beckenbauer 1977–1980 und 1983) und dem deutschen Fußballtrainer Hennes Weisweiler (Saisons 1980 und 1981) konnten sich die Cosmos ab der zweiten Hälfte der 1970er Jahre in der Liga-Spitze etablieren und errangen bis 1982 vier weitere Male die Meisterschaft.
Allerdings ließ das Interesse des Fernsehpublikums bald wieder nach. Bereits 1981 zeigte ABC als zwischenzeitlicher Inhaber der Übertragungsrechte nur noch eine einzige Begegnung der Meisterschaft, bevor die Liga ab 1982 überhaupt keinen Medienpartner mehr hatte. Rettungsversuche wie das Bemühen um die Austragung der Fußballweltmeisterschaft 1986 schlugen fehl, so dass die NASL schließlich in der Bedeutungslosigkeit versank und 1984 aufgelöst wurde.
Der Niedergang der Liga brachte auch die Cosmos in finanzielle Schwierigkeiten. Hinzu kam, dass Warner Communications infolge eines Konzernumbaus ihr Engagement im Sportbereich zurückfuhren und ihre Fußballbeteiligungen schließlich 1981 an den damaligen Cosmos-Spieler Giorgio Chinaglia verkaufte. Der seit 1976 bei den New Yorkern spielende Italiener verfügte jedoch nur über einen Bruchteil der Mittel Warners und sah sich gezwungen, viele der Top-Spieler des international besetzten Kaders zu verkaufen. Nach der Auflösung der NASL wechselten die Cosmos 1984 in die amerikanische Major Indoor Soccer League und versuchte im Hallenfußball an frühere Erfolge anzuknüpfen. Mangels Zuschauerinteresse zog man sich aber bereits 1985 wieder aus der Liga zurück. Der zuletzt von Hubert Birkenmeier trainierte Club wurde daraufhin aufgelöst und liquidiert – erhalten blieben lediglich die Fußballschulen des Jugendbereichs, die bis 2003 vom ehemaligen Vereinsmanager G. Peppe Pinton geleitet wurden.
Als Inhaber der Namensrechte für Cosmos fühlte sich Pinton auch dem erfolgreichen Erbe des Vereins verpflichtet und sperrte sich trotz lukrativer Angebote lange gegen einen Verkauf derselben. So gab es im Zuge der vielen Anläufe der Re-Etablierung einer US-Profiliga auch mehrere Versuche einer Neugründung der New York Cosmos (mit entsprechenden Offerten der Eigentümer der New York Metrostars bzw. später der New York Red Bulls), aber erst 2009 ließ sich Pinton nach Fürsprache von Pelé dazu überreden, die Rechte an ein britisches Konsortium zu verkaufen. Die neuen Eigentümer um den früheren Tottenham-Hotspur-Vizepräsidenten Paul Kemsley gründeten daraufhin 2010 den heutigen, in einer diesmal zweitklassigen Neuauflage der North American Soccer League spielenden Club New York Cosmos.

## Stadion
Zuletzt trug der Verein seine Heimspiele im Giants Stadium in East Rutherford (New Jersey) aus. Das Stadion hatte damals ein Fassungsvermögen von 78.000 Zuschauern. Eigentümer der Sportstätte ist die New Jersey Sports and Exposition Authority.

### Spielstätten von 1971 bis 1984
| Saison        | Stadion               | Standort                    | Koordinaten                      |
| ------------- | --------------------- | --------------------------- | -------------------------------- |
| 1971 / 1976   | Yankee Stadium (1923) | Bronx, New York City        | 40° 49′ 46,8″ N, 73° 55′ 34,6″ W |
| 1972 bis 1973 | Hofstra Stadium       | Long Island, New York       | 40° 42′ 55,9″ N, 73° 35′ 46,3″ W |
| 1974 bis 1975 | Downing Stadium       | New York City               | 40° 47′ 35,7″ N, 73° 55′ 31,4″ W |
| 1977 bis 1984 | Giants Stadium        | East Rutherford, New Jersey | 40° 48′ 48,7″ N, 74° 4′ 27,7″ W  |

## Verfilmung
Ab dem 7. Juli 2006 lief in den USA und in Großbritannien der Dokumentarfilm Once in a Lifetime: The Extraordinary Story of the New York Cosmos in den Kinos.

## Bekannte Spieler

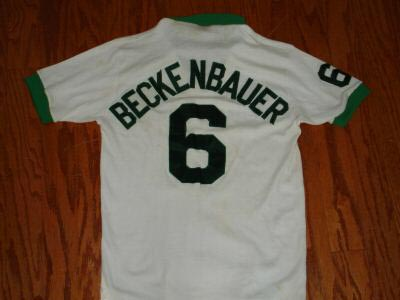
Cosmos-Trikot von Franz Beckenbauer

- Carlos Alberto
- Franz Beckenbauer
- Hubert Birkenmeier
- Vladislav Bogićević
- Giorgio Chinaglia
- Chinesinho
- Rick Davis
- /  Andranik Eskandarian
- Francisco Marinho
- Gil Mărdărescu
- Ramón Mifflin
- Johan Neeskens
- Yasin Özdenak
- Pelé
- Wim Rijsbergen
- Werner Roth
- Jomo Sono
- Mordechai Spiegler
- Władysław Żmuda
- François Van der Elst
- Roberto Cabañas
- Oscar

## Trainer von 1971 bis 1984
| Name                            | Zeit bei den New York Cosmos | Zeit bei den New York Cosmos |
| Name                            | von                          | bis                          |
| ------------------------------- | ---------------------------- | ---------------------------- |
| Gordon Bradley                  | 1971                         | 1975                         |
| Ken Furphy                      | 1976                         |                              |
| Gordon Bradley                  | 1976                         | 1977                         |
| Eddie Firmani                   | 1977                         | 1979                         |
| Ray Klivecka                    | 1979                         |                              |
| Julio Mazzei                    | 1980                         |                              |
| Hennes Weisweiler Yasin Özdenak | 1980                         | 1981                         |
| Julio Mazzei                    | 1982                         | 1983                         |
| Eddie Firmani                   | 1984                         |                              |

## Erfolge
- NASL Meisterschaft: 1972, 1977, 1978, 1980, 1982

- Divisions-Siege:
  - Northern Division: 1972
  - Eastern Division, National Conference: 1978, 1979, 1980, 1981
  - Eastern Division: 1982, 1983

## Besucherschnitt
| Jahr | Besucherschnitt |
| ---- | --------------- |
| 1971 | 4.517           |
| 1972 | 4.282           |
| 1973 | 5.782           |
| 1974 | 3.578           |
| 1975 | 10.450          |
| 1976 | 18.227          |
| 1977 | 34.142          |
| 1978 | 47.856          |
| 1979 | 46.690          |
| 1980 | 42.754          |
| 1981 | 34.835          |
| 1982 | 28.479          |
| 1983 | 27.242          |
| 1984 | 12.817          |